# Pentelényi János
Pentelényi János (Sopron, 1911. június 12. – Budapest,  1996. február 14.) mérnök, a „Pente” autó feltalálója. Dr. Pentelényi Tamás orvos-neurológus nagybátyja.

## Pályafutása
A soproni származású Pentelényi János (szülei: Ritter Elza és Pentelényi János, soproni törvényszéki bíró) műszaki érdeklődésének megfelelően a helyi Széchenyi István Reáliskolában végezte középiskolai tanulmányait, ahol 1929-ben érettségizett. Ugyanebben az évben a budapesti József Nádor Műszaki Egyetem hallgatója lett, illetve a Műszaki Egyetemi Sportrepülők Köréhez is csatlakozott. Mivel érdeklődési köre a motorok felé hajlott, 1930-ban Weimarban az autó- és repülőgép szakra iratkozott be, és ott szerzett kitűnő minősítésű oklevelet 1933-ban. Tanulmányait befejezve hazatért Magyarországra és megnősült (felesége Buranits Paula).
Kitüntetéses német diplomája sok ajtót nyitott meg számára itthon. Csepelen a Weiss Manfréd Acél- és Fémművek szerkesztési osztályán Jurek Antal főmérnöknél helyezkedett el, ahol autó- és repülőgépmotorokat, motoralkatrészeket szerkesztettek a Jupiter Üzem részére.
A második világháború után, 1946-47-ben Pentelényi János megszerkesztette, és rövidesen fel is építették a „Pente 500” típusú autót. Egy évvel később ezt továbbfejlesztve megjelent a „Pente 600” próbakocsija is. Ezekkel gyermekkori álmát, a magyar négyszemélyes kisautót valósította meg az akkori időszak korszerű követelményeinek megfelelően.
A korabeli újságcikkek beszámoltak az autó adatairól. Mindössze 470 kg, és alig fogyasztott többet, mint egy motorkerékpár. Az első nyilvános bemutatáskor (1947 elején) a motor könnyen „beugrott”, „vajpuhán” indult, és a harmadik fokozatban pillanatok alatt elérte a 60 km/h-s sebességet. A jármű karosszériája áramvonalas kialakításban készült. A legegyszerűbben és legolcsóbban gyártható konstrukciót, kétütemű, kéthengeres, léghűtéses farmotort használtak a gépkocsihoz. Pentelényi elgondolásának helyességét mutatja, hogy egy évtizeddel később ugyanolyan műszaki paraméterekkel hosszú évtizedekig sikeres volt a Trabant.
A Pente 600-as gépkocsi a Magyar Műszaki és Közlekedési Múzeum állandó kiállítási darabja.
Pentelényi János a próbakocsikat maga vezette, az akkori autógyártás irányítóit, Jendrassik és Magasházy igazgatókat is gyakran szállította, akik nagy elismeréssel nyilatkoztak a konstrukciókról. A tervezett sorozatgyártásra azonban nem került sor, mert a KGST politikai és gazdasági irányítói ezt elvetették. Így az egyetlen Pente 600 próbakocsi 100 000 kilométer sikeres lefutása után raktárba került.
1949-ben a világháborúban lebombázott Csepel Repülőgyár helyén felépített Csepel Autógyárba került főkonstruktőrként, ahol az 52 mérnököt foglalkoztató tervezőintézetet vezette. Itt készültek a híres Csepel teherautók, motorkerékpárok, Ikarus autóbuszok motorjai, majd később számos különleges jármű az egész KGST részére. Ezek tervezőjeként széles körű tárgyalásokat folytatott Kínával, Tibettel, Egyiptommal, versenymotorjai pedig Angliában nyertek aranyérmet.
Egyik legnagyobb sikerét a Csepel teherautók tibeti expedíciójával érte el, amikor 1956-ban a világ egyik legmostohább, 5000 méterig emelkedő, 5000 kilométert meghaladó autóút-hálózatán teherautói sikerrel teljesítették az embert és motort próbáló feladatokat. (Részletesebben: Patkó Imre és Rév Miklós: Tibet – 1957, Képzőművészeti Alap Kiadóvállalata.)
Pentelényi János szakmai és tudományos munkájának csúcsát a magyar autógyártás főkonstruktőri irányításával a Csepel Autógyárban érte el. Két könyvet írt, és számos tudományos, valamint népszerűsítő cikket közölt szakmai folyóiratokban.

## Kötetei
- Pentelényi János–Szendrődi Valér: Tehergépkocsik korszerűsítése; Felsőoktatási Jegyzetellátó soksz., Bp., 1954 (Mérnöki Továbbképző Intézet 1954-55. évi előadássorozatából)
- Gépkocsialkatrészek méretezése. Egyszerűsített számítások; Műszaki, Bp., 1963